# おいでシャンプー
『おいでシャンプー』は、日本の女性アイドルグループ乃木坂46の楽曲。2012年5月2日に乃木坂46の2作目のシングルとしてN46Div.から発売された。秋元康が作詞、小田切大が作曲した。楽曲のセンターポジションは生駒里奈が務めた。
乃木坂46ファンの間では、『おいシャン』と略されることが多い。

## 背景とリリース
DVD付属のType-A・B・C、CDのみの通常盤の4形態で発売。DVDには特典映像として個人PVがType-A・B・Cに11人分ずつ収録されている。キャッチコピーは「おいでシャンプー。ときどきリンス」。
交換留学生としてAKB48を兼任していた生駒里奈が、2015年5月14日に行われたAKB48 倉持チームB「パジャマドライブ」公演『生駒里奈を送る会&生誕祭』の最終曲として披露している。
2020年9月30日放送の『テレ東音楽祭2020秋 〜思わず歌いたくなる！最強ヒットソング100連発〜』（テレビ東京）では、年内に卒業を発表している中田花奈がセンターポジションを務め、同楽曲を披露した。

## プロモーション
ヒット祈願キャンペーンとして、大分県大分市の市役所を訪問し、釘宮磐大分市長に挨拶する企画「同日発売だから、まずは指原さんの地元、大分にご挨拶しとかなくちゃ!」が実施された。

## アートワーク
| Type-A 表 | 桜井玲香・生駒里奈・中田花奈               |
| Type-A 裏 | 岩瀬佑美子・斉藤優里・市來玲奈             |
| Type-B 表 | 桜井玲香・生駒里奈                         |
| Type-B 裏 | 井上小百合・星野みなみ・生田絵梨花         |
| Type-C 表 | 生駒里奈・中田花奈                         |
| Type-C 裏 | 西野七瀬・畠中清羅・宮澤成良               |
| 通常盤 表 | 橋本奈々未・松村沙友理・白石麻衣・高山一実 |
| 通常盤 裏 | 橋本奈々未・松村沙友理・白石麻衣・高山一実 |

CDジャケット写真は乃木坂46のメンバーが校庭、テニスコート、体育館などで腰を下ろす姿がフィーチャーされている。

## チャート成績
| 日付・曜日 （2012年） | おいでシャンプー | おいでシャンプー | それでも好きだよ | それでも好きだよ |
| 日付・曜日 （2012年） | 順位             | 枚数             | 順位             | 枚数             |
| --------------------- | ---------------- | ---------------- | ---------------- | ---------------- |
| 5月1日（火）          | 1                | 111,000          | 2                | 57,000           |
| 5月2日（水）          | 2                | 22,000           | 1                | 30,000           |
| 5月3日（木）          | 2                | 8,000            | 1                | 12,000           |
| 5月4日（金）          | 2                | 5,000            | 1                | 8,000            |
| 5月5日（土）          | 2                | 4,000            | 1                | 6,000            |
| 5月6日（日）          | 3                | 3,000            | 1                | 5,000            |
| 合計                  |                  | 153,000          |                  | 118,000          |
| 総計                  | 1                | 156,000          | 2                | 124,000          |

本作は、乃木坂46が「公式ライバル」とする女性アイドルグループAKB48に当時所属していた指原莉乃のソロデビュー曲「それでも好きだよ」のシングルCDと同日発売された。
AKB48に関連するグループ同士がシングルCDを同日発売したことはなく、オリコンのサイト「ORICON STYLE」では発売初週のオリコンデイリーCDシングルランキングを毎日発表する特集記事が用意された。Techinsightの記事では、このデイリーランキングが話題になったことが報道された。
本作は発売前日（集計初日）の2012年5月1日付のオリコンデイリーCDシングルランキングで推定売上約11万1000枚を記録し、デイリー1位を獲得した。同日付で「それでも好きだよ」が約5万7000枚でデイリー2位となり、デイリーランキングの初日売上において本作が「直接対決」を制した。初日売上は前作「ぐるぐるカーテン」の約8万5000枚を上回り、オリコンは「“直接対決”効果か」と記した。集計2日目の翌5月2日付で約2万2000枚を記録し「それでも好きだよ」に逆転され、2位に下がった。それ以降、5月3日付から5日付にかけても「それでも好きだよ」を逆転できず、2位を維持した。6日付では、私立恵比寿中学「仮契約のシンデレラ」（2012年5月5日発売）に抜かれ、3位となった。しかし、6日間のデイリーランキングにおける合計推定売上枚数は、本作が約15万3000枚であるのに対し「それでも好きだよ」は約11万8000枚となり、初日売上の差を埋められることはなかった。
その後、本作は2012年5月14日付のオリコン週間CDシングルランキングで推定売上15万5677枚を記録し、週間1位を獲得した。2位は「それでも好きだよ」となり、週間ランキングにおいても同作が「直接対決」を制した。また、前作「ぐるぐるカーテン」で記録した週間2位を上回り、乃木坂46のシングルとして初の週間1位を獲得、推定売上枚数も前作を上回り、2012年にデビューしたアーティストの作品においても1位を獲得した。

## ミュージック・ビデオ
おいでシャンプー
監督：高橋栄樹、振付：南流石、歌衣装：堀越絹衣
千葉県成田市にある旧学習院初等科正堂で撮影された。内容は反抗をテーマにドラマ風に描かれ、女子校で学則を破ったために退学処分がくだされて納得がいかない女子生徒たちが学校をバリケードで封鎖する。間奏部分の振付変更については後述。
偶然を言い訳にして
監督：中村太洸、振付：air:man
ワンカット逆再生になっており、一つのシーンを撮影するのに何時間もかかった。
水玉模様
監督：丸山健志
監督を務める丸山が秋元と打ち合わせを行い、大林宣彦監督の尾道三部作をイメージしようと、異国情緒あふれる長崎県で撮影された。少女時代の自分との決別をテーマに故郷を離れ、都会へと旅立つ姿を描いたストーリーになっており、里奈役と里子役の一人二役を生駒里奈が務めた。
狼に口笛を
監督：福居英晃
ドラマバージョンとダンスバージョンがあり、ドラマバージョンではアンダーガールズが地の底から這い上がってくる生命力を描いている。

## 『おいでシャンプー』のミュージック・ビデオへの批判と対応
2012年4月9日、「乃木坂って、どこ?]で、『おいでシャンプー』のミュージック・ビデオが初披露され、間奏部分でメンバーが一斉にスカートの裾をつかみひらひらさせたり、スカートを完全にめくりあげ、中にはいたショート丈のペチコートを見せる、スカートめくりを連想させるような振付があった。これに対し、一部のファンから「下品」との批判があった。これを受けて総合プロデューサーの秋元康は、15日、自身のGoogle+上で、「ソニーミュージックの今野（担当者）！なっ？やっぱり、乃木坂46の新曲『おいでシャンプー』の振り付けのあの部分、不評だろ？だから、会議の時に言ったじゃないか！あれは、やりすぎだよ」「これから収録の音楽番組等は、全部、その部分の振り付けを直してください」と、関係者の名前を名指しした上で、公開の場で振付の変更を命じ、これを受けた乃木坂運営は16日、振付変更を明言し、「今後のテレビ収録やライブなどにおきましては、新しい振り付けでのパフォーマンスとさせていただきます」とした。なお、ミュージック・ビデオについては既に完成していたこともあり、変更が加えられることはなく、そのままシングルの特典DVDに収録された。乃木坂46公式Youtubeにアップロードされている動画は、ショートバージョンであり、該当シーンは含まれていない。

## メディアでの使用
おいでシャンプー
『HTC J ISW13HT』（HTC Nippon）のCMソング。

ハウス！
『乃木坂46の「の」』（文化放送）のオープニングテーマ。ボーカル抜きのインストゥルメンタル版。

## シングル収録トラック

### Type-A
| #         | タイトル                              | 作詞      | 作曲      | 編曲       | 時間  |
| --------- | ------------------------------------- | --------- | --------- | ---------- | ----- |
| 1.        | 「おいでシャンプー」                  | 秋元康    | 小田切大  | TATOO      | 4:08  |
| 2.        | 「心の薬」                            | 秋元康    | MIKOTO    | 木之下慶行 | 3:46  |
| 3.        | 「偶然を言い訳にして」                | 秋元康    | 坂部大介  | 中土智博   | 4:37  |
| 4.        | 「おいでシャンプー off vocal ver.」   |           | 小田切大  | TATOO      | 4:08  |
| 5.        | 「心の薬 off vocal ver.」             |           | MIKOTO    | 木之下慶行 | 3:46  |
| 6.        | 「偶然を言い訳にして off vocal ver.」 |           | 坂部大介  | 中土智博   | 4:36  |
| 合計時間: | 合計時間:                             | 合計時間: | 合計時間: | 合計時間:  | 25:01 |

| #         | タイトル                             | 作詞      | 作曲・編曲 | 監督                 | 時間 |
| --------- | ------------------------------------ | --------- | ---------- | -------------------- | ---- |
| 1.        | 「おいでシャンプー -MUSIC VIDEO-」   |           |            | 高橋栄樹             | 8:05 |
| 2.        | 「偶然を言い訳にして -MUSIC VIDEO-」 |           |            | 中村太洸             | 5:07 |
| 3.        | 「生田絵梨花×ヒロシュー」            |           |            | ヒロシュー           | 5:32 |
| 4.        | 「伊藤万理華×有元沙矢香、山本真希」  |           |            | 有元沙矢香、山本真希 | 5:33 |
| 5.        | 「衛藤美彩×二宮崇」                  |           |            | 二宮崇               | 5:53 |
| 6.        | 「川後陽菜×山田篤宏」                |           |            | 山田篤宏             | 5:50 |
| 7.        | 「川村真洋×渡邊直」                  |           |            | 渡邊直               | 5:05 |
| 8.        | 「齋藤飛鳥×阿相クミコ、山田一仁」    |           |            | 阿相クミコ、山田一仁 | 3:53 |
| 9.        | 「斎藤ちはる×大形美佑葵」            |           |            | 大形美佑葵           | 5:28 |
| 10.       | 「斉藤優里×榮良太」                  |           |            | 榮良太               | 5:02 |
| 11.       | 「桜井玲香×内村宏幸」                |           |            | 内村宏幸             | 5:47 |
| 12.       | 「西野七瀬×萩原健太郎」              |           |            | 萩原健太郎           | 4:55 |
| 13.       | 「松村沙友理×佐藤有一郎」            |           |            | 佐藤有一郎           | 6:07 |
| 合計時間: | 合計時間:                            | 合計時間: | 72:17      |                      |      |

### Type-B
| #         | タイトル                            | 作詞      | 作曲      | 編曲       | 時間  |
| --------- | ----------------------------------- | --------- | --------- | ---------- | ----- |
| 1.        | 「おいでシャンプー」                | 秋元康    | 小田切大  | TATOO      | 4:08  |
| 2.        | 「心の薬」                          | 秋元康    | MIKOTO    | 木之下慶行 | 3:46  |
| 3.        | 「水玉模様」                        | 秋元康    | 若田部誠  | 若田部誠   | 3:51  |
| 4.        | 「おいでシャンプー off vocal ver.」 |           | 小田切大  | TATOO      | 4:08  |
| 5.        | 「心の薬 off vocal ver.」           |           | MIKOTO    | 木之下慶行 | 3:46  |
| 6.        | 「水玉模様 off vocal ver.」         |           | 若田部誠  | 若田部誠   | 3:50  |
| 合計時間: | 合計時間:                           | 合計時間: | 合計時間: | 合計時間:  | 23:29 |

| #         | タイトル                           | 作詞      | 作曲・編曲 | 監督             | 時間 |
| --------- | ---------------------------------- | --------- | ---------- | ---------------- | ---- |
| 1.        | 「おいでシャンプー -MUSIC VIDEO-」 |           |            | 高橋栄樹         | 8:05 |
| 2.        | 「水玉模様 -MUSIC VIDEO-」         |           |            | 丸山健志         | 5:33 |
| 3.        | 「安藤美雲×松田一輝」              |           |            | 松田一輝         | 5:58 |
| 4.        | 「生駒里奈×青山裕企」              |           |            | 青山裕企         | 6:04 |
| 5.        | 「市來玲奈×掛川康典」              |           |            | 掛川康典         | 5:12 |
| 6.        | 「岩瀬佑美子×村山和也」            |           |            | 村山和也         | 5:46 |
| 7.        | 「柏幸奈×青松拓馬」                |           |            | 青松拓馬         | 5:00 |
| 8.        | 「高山一実×松本博樹」              |           |            | 松本博樹         | 6:06 |
| 9.        | 「永島聖羅×石井貴英」              |           |            | 石井貴英         | 5:49 |
| 10.       | 「橋本奈々未×杉本達」              |           |            | 杉本達           | 6:06 |
| 11.       | 「畠中清羅×佐藤大輔」              |           |            | 佐藤大輔         | 5:39 |
| 12.       | 「大和里菜×フラッシュハリー」      |           |            | フラッシュハリー | 2:58 |
| 13.       | 「和田まあや×岩元正幸」            |           |            | 岩元正幸         | 4:27 |
| 合計時間: | 合計時間:                          | 合計時間: | 72:43      |                  |      |

### Type-C
| #         | タイトル                            | 作詞      | 作曲         | 編曲           | 時間  |
| --------- | ----------------------------------- | --------- | ------------ | -------------- | ----- |
| 1.        | 「おいでシャンプー」                | 秋元康    | 小田切大     | TATOO          | 4:08  |
| 2.        | 「心の薬」                          | 秋元康    | MIKOTO       | 木之下慶行     | 3:46  |
| 3.        | 「狼に口笛を」                      | 秋元康    | Akira Sunset | シライシ紗トリ | 2:58  |
| 4.        | 「おいでシャンプー off vocal ver.」 |           | 小田切大     | TATOO          | 4:08  |
| 5.        | 「心の薬 off vocal ver.」           |           | MIKOTO       | 木之下慶行     | 3:46  |
| 6.        | 「狼に口笛を off vocal ver.」       |           | Akira Sunset | シライシ紗トリ | 2:57  |
| 合計時間: | 合計時間:                           | 合計時間: | 合計時間:    | 合計時間:      | 21:43 |

| #         | タイトル                            | 作詞      | 作曲・編曲 | 監督                 | 時間 |
| --------- | ----------------------------------- | --------- | ---------- | -------------------- | ---- |
| 1.        | 「おいでシャンプー -MUSIC VIDEO-」  |           |            | 高橋栄樹             | 8:05 |
| 2.        | 「狼に口笛を -MUSIC VIDEO-」        |           |            | 福居英晃             | 3:53 |
| 3.        | 「伊藤寧々×デハラユキノリ」         |           |            | デハラユキノリ       | 5:05 |
| 4.        | 「井上小百合×森田一平」             |           |            | 森田一平             | 6:35 |
| 5.        | 「白石麻衣×長崎愛」                 |           |            | 長崎愛               | 5:46 |
| 6.        | 「中田花奈×手塚眞」                 |           |            | 手塚眞               | 5:36 |
| 7.        | 「中元日芽香×マツモトジュンイチ」   |           |            | マツモトジュンイチ   | 6:04 |
| 8.        | 「能條愛未×鈴木真人」               |           |            | 鈴木真人             | 4:30 |
| 9.        | 「樋口日奈×池田圭太」               |           |            | 池田圭太             | 6:02 |
| 10.       | 「深川麻衣×入江和宏」               |           |            | 入江和宏             | 5:33 |
| 11.       | 「星野みなみ×川島小鳥、箕浦建太郎」 |           |            | 川島小鳥、箕浦建太郎 | 4:15 |
| 12.       | 「宮澤成良×カツヲ」                 |           |            | カツヲ               | 2:55 |
| 13.       | 「若月佑美×岡川太郎」               |           |            | 岡川太郎             | 2:26 |
| 合計時間: | 合計時間:                           | 合計時間: | 66:45      |                      |      |

### 通常盤
| #         | タイトル                            | 作詞      | 作曲         | 編曲         | 時間  |
| --------- | ----------------------------------- | --------- | ------------ | ------------ | ----- |
| 1.        | 「おいでシャンプー」                | 秋元康    | 小田切大     | TATOO        | 4:08  |
| 2.        | 「心の薬」                          | 秋元康    | MIKOTO       | 木之下慶行   | 3:46  |
| 3.        | 「ハウス！」                        | 秋元康    | y@suo ohtani | y@suo ohtani | 5:07  |
| 4.        | 「おいでシャンプー off vocal ver.」 |           | 小田切大     | TATOO        | 4:08  |
| 5.        | 「心の薬 off vocal ver.」           |           | MIKOTO       | 木之下慶行   | 3:46  |
| 6.        | 「ハウス！ off vocal ver.」         |           | y@suo ohtani | y@suo ohtani | 5:06  |
| 合計時間: | 合計時間:                           | 合計時間: | 合計時間:    | 合計時間:    | 26:01 |

## 歌唱メンバー

### おいでシャンプー
（センター：生駒里奈）
- 3列目：岩瀬佑美子、市來玲奈、斉藤優里、生田絵梨花、井上小百合、星野みなみ、西野七瀬、畠中清羅、宮澤成良[16]
- 2列目：橋本奈々未、松村沙友理、白石麻衣、高山一実[16]
- 1列目：桜井玲香、生駒里奈、中田花奈[16]

七福神は生駒里奈、桜井玲香、白石麻衣、高山一実、中田花奈、橋本奈々未、松村沙友理。岩瀬佑美子、畠中清羅、宮澤成良が初の選抜入り。前作の選抜メンバーだった川村真洋、齋藤飛鳥、能條愛未は選抜から外れた。

### 心の薬
（センター：生駒里奈）
- 生田絵梨花、生駒里奈、市來玲奈、伊藤万理華、井上小百合、岩瀬佑美子、斉藤優里、桜井玲香、白石麻衣、高山一実、中田花奈、永島聖羅、西野七瀬、橋本奈々未、畠中清羅、深川麻衣、星野みなみ、松村沙友理、宮澤成良、大和里菜[19]

### 偶然を言い訳にして
- 白石麻衣、高山一実、橋本奈々未、松村沙友理[16]

### 水玉模様
- 生駒里奈[17]

### 狼に口笛を
（センター：伊藤万理華）
- 安藤美雲、伊藤万理華、伊藤寧々、衛藤美彩、柏幸奈、川後陽菜、川村真洋、齋藤飛鳥、斎藤ちはる、永島聖羅、中元日芽香、能條愛未、樋口日奈、深川麻衣、大和里菜、若月佑美、和田まあや[18]

アンダーメンバーによる楽曲。

### ハウス！
（センター：生駒里奈）
- 生田絵梨花、生駒里奈、市來玲奈、井上小百合、岩瀬佑美子、衛藤美彩、川村真洋、斉藤優里、桜井玲香、白石麻衣、高山一実、中田花奈、西野七瀬、能條愛未、橋本奈々未、畠中清羅、星野みなみ、松村沙友理、宮澤成良、若月佑美[19]